# Ідліб
І́дліб (араб. ادلب) — місто на північному заході Сирії, адміністративний центр однойменної провінції. Населення — близько 110 000 жителів. Відстань до Алеппо — 40 км, до Латакії — 168 км, до Хами — 121 км.

## Історія
Історично, район Ідліб грав велику роль, тут розташовано багато «мертвих міст» та курганів.

### Обстріл турецьких військ
27 лютого 2020 року російськими військами було завдано авіаудару по турецьких військах у Сирії. Загинуло 33 турецькі військовослужбовці та 39 були поранені. "Ударів завдавали навіть по військових машинах швидкої допомоги", – сказав міністр оборони Туреччини Хулусі Акар.
У відповідь Туреччина відкрила вогонь по сирійських позиціях. До міста Ідліб, де стався інцидент, направилася турецька армійська колона з 22 одиниць бронетехніки та транспортних засобів.

## Економіка

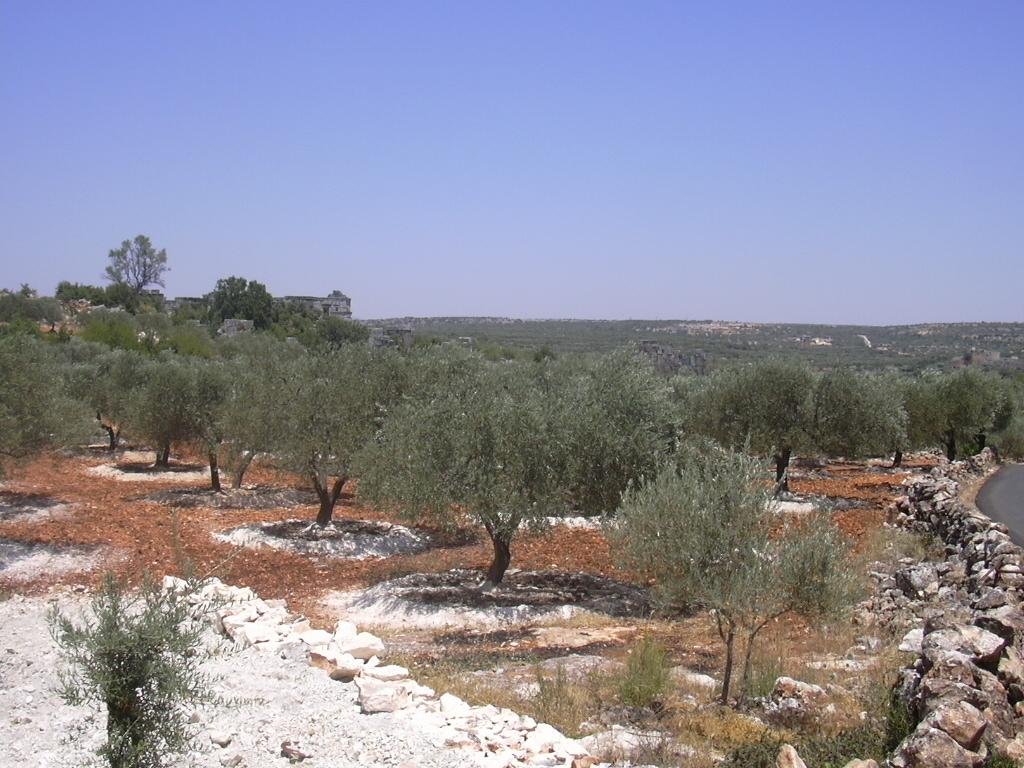
Оливковий гай в околицях міста Ідліб

Більшість населення Ідліба зайнято в сільськогосподарському секторі міста Алеппо. Ґрунт навколо Ідліба дуже родючий, тут вирощують бавовну, зерно, маслину європейську, інжир, виноград, томати, кунжут та мигдаль. Скляна промисловість, виробництво мила.

## Спорт
У місті базується футбольний клуб «Умайя».